# 莫特克冰原島峰
77°58′S 35°30′W / 77.967°S 35.500°W
莫特克冰原島峰（英語：Moltke Nunataks）是南極洲的冰原島峰，位於科茨地，處於龍尼-菲爾希納冰架東北端，由德國探險隊命名和繪入地圖，現時由南極條約體系管理。